# چهارباغ (سنندج)
چهارباغ نام یک محله‌ی قدیمی در شهر سنندج در استان کردستان است.